# Paul S. Trible, Jr.
Paul S. Trible, Jr. (Baltimore, 1946. december 29. –) az Amerikai Egyesült Államok szenátora (Virginia, 1983–1989).